# Ruud Krol
Rudolf Jozef Krol, més conegut com a Ruud Krol o Rudi Krol, (Amsterdam, 24 de març de 1949) és un entrenador i exjugador de futbol neerlandès.

## Trajectòria esportiva
La major part de la seva carrera transcorregué al club de la seva ciutat, l'AFC Ajax. Començà en aquest club sota el comandament de Rinus Michels. Després de la sortida de Theo van Duivenbode l'estiu de 1969 al Feyenoord, Krol esdevingué titular de l'equip. Fou tres cops campió d'Europa (1971, 1972, 1973), malgrat la primera final no la disputà per lesió. Alguns jugadors de l'equip com Johan Cruijff i Johan Neeskens abandonaren l'entitat, però Krol hi continuà, romanent fins a 1980 i essent-ne capità des de la marxa de Piet Keizer l'octubre de 1974. La seva següent etapa la visqué a la NASL jugant a Vancouver Whitecaps i una temporada més tard ingressà al Nàpols italià. Hi jugà quatre temporades. El seu darrer club fou l'Cannes de la segona divisió francesa, on es retirà el 1986.
Fou 83 cops internacional amb Holanda. Debutà el 1969 enfront Anglaterra i es retirà el 1983. Formà part de l'equip que practicava l'anomenat futbol total dels 1970. Participà en els Mundials de 1974 i 1978, on la selecció neerlandesa fou segona. El 1979 fou tercer en la classificació de la Pilota d'Or per darrere de Kevin Keegan i Karl-Heinz Rummenigge. Va obtindre el rècord de partits amb la selecció el 2 de maig de 1979, quan igualà a Puck van Heel. En el següent partit, el 22 de maig de 1979, esdevingué líder en solitari amb 65 partits. Es mantingué com a jugador amb més partits amb Holanda fins al 29 de juny de 2000, quan fou superat per Aron Winter.
En la seva etapa d'entrenador fou seleccionador de la selecció d'Egipte i assistent de Louis van Gaal a Holanda. Fou, també, assistent de Ronald Koeman a l'Ajax i primer entrenador interí del club quan aquest fou destituït. També dirigí l'AC Ajaccio de la segona divisió francesa, el Zamalek SC egipci, on guanyà una lliga de campions africana, a més de la copa afro-asiàtica i la copa domèstica.

## Palmarès

### Com a jugador
Ajax
- Lliga neerlandesa de futbol: 8
  - 1968, 1970, 1972, 1973, 1977, 1979, 1980, 1981
- Copa neerlandesa de futbol: 4
  - 1970, 1971, 1972, 1979
- Copa d'Europa de futbol: 3
  - 1971, 1972, 1973
- Supercopa d'Europa de futbol: 2
  - 1972, 1973
- Copa Intercontinental de futbol: 1
  - 1972

### Com a entrenador
Zamalek SC
- Copa egípcia de futbol: 2
  - 1999, 2008
- Lliga de Campions de la CAF: 1
  - 1996
- Copa afro-asiàtica de futbol: 1
  - 1997

Orlando Pirates
- Lliga sud-africana de futbol: 1
  - 2010-11